# Sol Líneas Aéreas

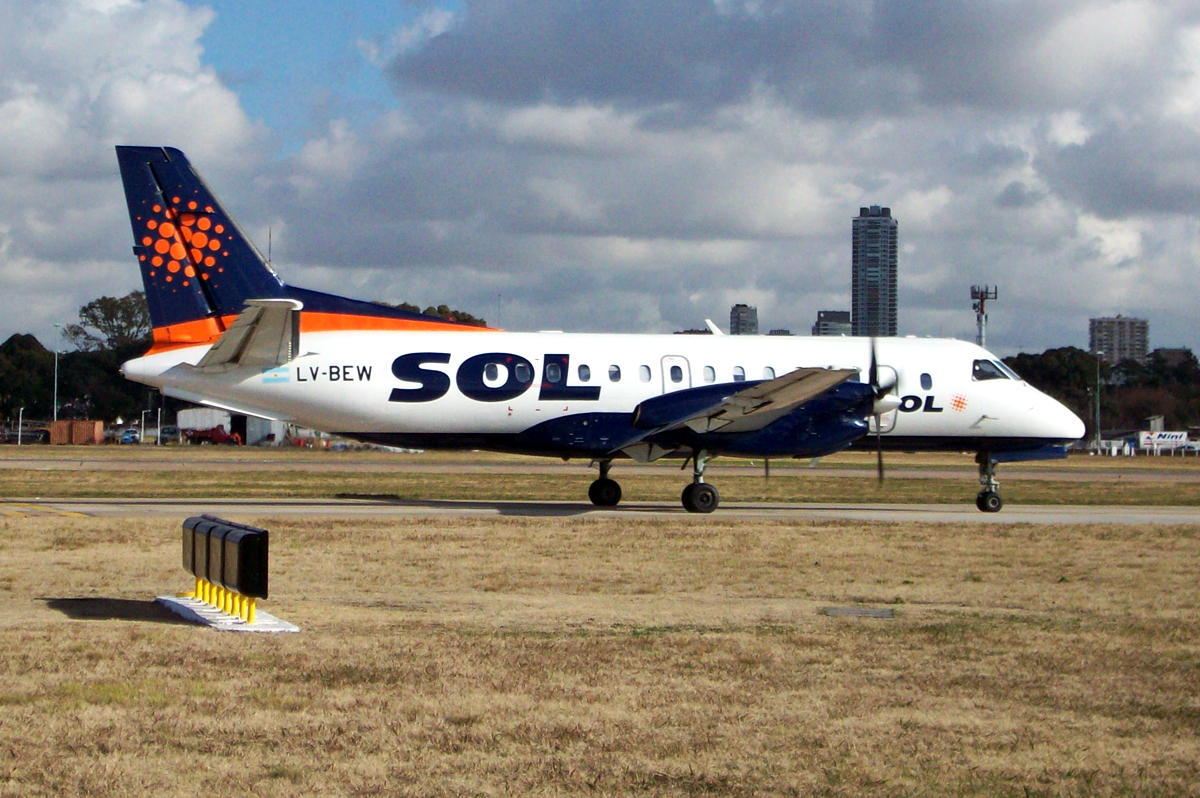
Um Saab 340 da Sol Líneas Aéreas (prefixo LV-BEW) no Aeroparque Jorge Newbery.

Sol Líneas Aéreas foi uma linha aérea  de origem argentino, com base no Aeroporto Internacional de Rosário. Foi pertencente ao grupo rosarino Transatlántica e esteve em atividade desde o ano de 2006 até 2016, quando entrou em falência e encerrou suas operações.